# 福贵
《福贵》是2005年首播的中国大陆电视剧，由朱正执导，葛鹏燕制片，陈创、刘敏涛、李丁、张鹰等主演。改编自余华长篇小说《活着》。